# 李·葛蘭
李·葛蘭（英語：Lee Grant，1926年10月31日—）是美國女演員，曾獲得奧斯卡最佳女配角獎與坎城影展最佳女演員獎。她的代表作為《洗髮精》、《偵探的故事》及《穆荷蘭大道》。